# P. M. Michèle Daviau
Paulette Maria Michèle Daviau (* 1943) ist eine US-amerikanische Archäologin.

## Leben
Michèle Daviau erwarb 1965 am Albertus Magnus College den B.A. in Classics, 1973 an der Marquette University den M.A. in Theologie, 1976 am Colgate Rochester/Bexley Hall/Crozer Theological Seminary den M.A. Biblische Archäologie, Altes Testament, Semitische Sprachen und 1990 an der University of Toronto den Ph.D. in Orientalistik (Syro-Palästinensische Archäologie). Von 2000 bis 2012 war sie Professorin am Institut für Archäologie und Altertumswissenschaften der Wilfrid Laurier University.

## Schriften (Auswahl)
- Houses and their furnishings in Bronze Age Palestine. Domestic activity areas and artefact distribution in the Middle and Late Bronze Ages. Sheffield 1993, ISBN 1-85075-355-5.
- A wayside shrine in northern Moab. Excavations in Wadi Ath-Thamad. Oxford 2017, ISBN 1-78570-708-6.
- Excavations at Tall Jawa, Jordan. Volume 3: The Iron Age Pottery. Brill, Leiden 2019, ISBN 978-90-04-40909-5.